# Santa Maria della Pace, Napulj
Santa Maria della Pace je rimokatolička crkva povezana sa samostanom i bolnicom, smještena na uglu Via dei Tribunali s Via Castel Capuano, odmah nakon piazzette Sedil Capuano u Napulju, Italija.

## Povijest
Crkva i pridružena Sala del Lazzaretto (Dvorana leprozorija) sagrađene su u 16. stoljeću. Samostanski kompleks Santa Maria della Pace uključuje bolnicu Reda braće bolnice San Giovanni di Dio (sagrađena 1587.). Kompleks je raspoređen oko starije palače koju je sagradio Giovanni Caracciolo početkom 15. stoljeća (projektirao Andrea Ciccione). Gotički ulazni luk ostatak je najranije palače.
Pietro De Marino projektirao je crkvu (sagrađena 1629.–1659.); posvećena je Svetoj Mariji od Mira, jer je to bila posljednja godina dogovorenog mira i primirja između francuskog kralja Luja XIV. i španjolskog kralja Filipa IV.. Crkva ima tlocrt latinskog križa. Unutrašnjost je nakon potresa 1732. obnovio Domenico Antonio Vaccaro; Donato Massa i ukrašena pločicama od majolike. Apsidu je projektirao Nicola Tagliacozzi Canale.

## Sala del Lazzaretto
U dvoranu leprozorija ulazi se velikim stubištem lijevo od predvorja. Zvala se tako jer su se u ovoj prostoriji bolnice zbrinjavali oboljeli od gube, kuge i drugih zaraznih bolesti. Sa strane zidova proteže se povišena galerija s koje se, da bi se izbjegla zaraza, pacijentima dijelilo piće i hrana. Na stropovima iznad prozora nalaze se freske Andrea Viole i Giacinta Diana.

## Vanjske poveznice
|  | Zajednički poslužitelj ima još gradiva o temi Santa Maria della Pace, Napulj |